# 奥普勒-佩里约斯
奥普勒-佩里约斯（法語：Opoul-Périllos，法語發音：[ɔpul perijɔs] ⓘ）是法国东比利牛斯省的一个市镇，属于佩皮尼昂区。该市镇于1971年由原市镇奥普勒（Opoul）和佩里约斯（Périllos）合并而成。

## 地名
该地名“Opoul-Périllos”发音为[ɔpul perijɔs]，末尾字母“s”发音，《世界地名译名词典》将其误译作“奥普勒佩里约”。

## 地理
奥普勒-佩里约斯（42°52'11"N, 2°52'25"E）面积50.53 平方千米，位于法国奧克西塔尼大區东比利牛斯省，该省份为法国大陆部分最南部的省份，涵盖了北加泰罗尼亚，北起奥德省，西接阿列日省和安道尔，南与西班牙接壤，东临地中海。
与奥普勒-佩里约斯接壤的市镇（或旧市镇、城区）包括：昂布尔和卡斯泰尔莫尔、弗亚、菲图、萨尔斯堡、万格罗。
奥普勒-佩里约斯的时区为UTC+01:00、UTC+02:00（夏令时）。

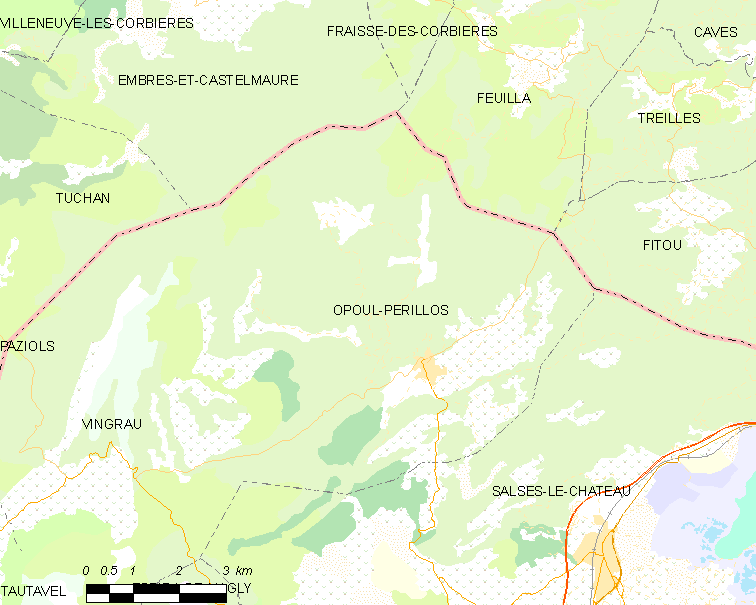
奥普勒-佩里约斯的OSM定位图

## 行政
奥普勒-佩里约斯的邮政编码为66600，INSEE市镇编码为66127。

## 政治
奥普勒-佩里约斯所属的省级选区为阿格利河谷县。

## 人口

1962-2008年间奥普勒-佩里约斯人口变化图示

奥普勒-佩里约斯于2022年1月1日时的人口数量为1218人。